# مصلحة (اسم)
مصلحة هو اسم علم مؤنث من أصل عربي، ومعناه هو من الفعل أصلح، مقومة الفساد، مزيلة الصعاب.

## وصلات خارجية
- موسوعة السلطان قابوس لأسماء العرب